# Wyższe Seminarium Duchowne w Tarnowie
Wyższe Seminarium Duchowne w Tarnowie – seminarium duchowne kształcące księży rzymskokatolickich dla diecezji tarnowskiej. Instytucję założono w 1822 roku.

## Historia
Początków seminarium należy szukać w bulli papieskiej Piusa VII „Studium paterni affectus” z 20 września 1821 roku. W dokumencie tym papież poinformował, iż eryguje diecezję tyniecką oraz polecił nowemu biskupowi Grzegorzowi Tomaszowi Zieglerowi (1822–1827) założyć dla potrzeb tej diecezji seminarium duchowne. Bulla erekcyjna polecała „utworzenie seminarium pod wolnym zarządem biskupa celem kształcenia i wychowywania młodzieńców do służby Bożej w liczbie 60 lub więcej, ile tego będą wymagały potrzeby diecezji”. Rok 1821 wyznacza więc początek historii tego seminarium, jakkolwiek pierwsi alumni zamieszkali w Bochni rok później. Zwołał tam biskup alumnów najstarszego, czwartego kursu, by ten ostatni rok studiów przebywali u jego boku. W 1826 roku siedziba biskupstwa została przeniesiona do Tarnowa, gdzie postanowiono wybudować osobny gmach dla potrzeb seminarium. Poświęcenia kamienia węgielnego dokonał 8 września 1835 roku biskup Franciszek de Paula Pisztek (1832–1836), a 1 września 1838 roku biskup Franciszek Zachariasiewicz (1836–1840) dokonał poświęcenia i otwarcia gmachu. Na początku okupacji hitlerowskiej, 9 września 1939 budynek został zarekwirowany przez okupantów na cele administracyjne. Po II wojnie światowej część budynku władze komunistyczne zajęły na starostwo. W 1993 r. biskup tarnowski Józef Życiński rozpoczął prace budowlane przy nowym Domu Alumna. Budowę kontynuował i ukończył kolejny biskup diecezjalny – Wiktor Skworc.

## Rektorzy
- ks. Andrzej Rainer 1822–1834
- ks. Andrzej Ostrawski 1834–1837
- ks. Michał Król 1837–1845, 1848–1850
- ks. Paweł Bogusz 1845–1847
- ks. Jan Mika 1850–1852
- ks. Jan Giełdanowski 1852–1856
- ks. Marcin Leśniak 1856–1885
- ks. Alojzy Góralik 1885–1888
- ks. Józef Bąba 1888–1904
- ks. Stanisław Dutkiewicz 1904–1921
- bp Edward Komar 1921–1936
- bł. ks. Roman Sitko 1936–1941
- ks. Władysław Węgiel 1941–1962
- ks. Józef Pasterski 1962–1963
- ks. Władysław Świder 1963–1966
- ks. Franciszek Gawlik 1966–1973
- ks. Stanisław Rosa 1973–1991
- ks. Alojzy Drożdż 1991–1998
- abp Stanisław Budzik 1998–2004
- bp Wiesław Lechowicz 2004–2008
- ks. dr Jacek Nowak 2008–2014
- ks. dr hab. Andrzej Michalik 2014–2019
- ks. dr Jacek Soprych (od 2019)

## Prorektorzy
- ks. Józef E. Matuziński 1838–1843
- ks. Jan Giełdanowski 1844–1852
- ks. Jan Rybarski 1853–1859
- ks. Jan Fąferko 1859–1870
- ks. Stanisław Walczyński 1871–1873
- ks. Franciszek Szurmiak 1874–1878
- ks. Klemens Radwański 1879–1886
- ks. Jan Jaworski 1886–1887
- ks. Walenty Gadowski 1888–1891
- ks. Franciszek Kahl 1891–1893
- ks. Józef Mrugacz 1893–1897
- ks. Adam Frączkiewicz 1897–1901
- ks. Alojzy Nalepa 1901–1903
- ks. Michał Rec 1903–1913
- ks. Franciszek Paryło 1913–1917
- ks. Wojciech Orzech 1917–1919
- ks. Antoni Gawenda 1919–1922
- ks. Jan Rzepka 1922–1928
- ks. Józef Barszcz 1928–1929
- ks. Franciszek Goc 1929–1936
- ks. Władysław Węgiel 1936–1941
- ks. Stanisław Łach 1945–1952
- ks. Piotr Bednarczyk 1960–1963
- ks. Stanisław Rosa 1966–1973
- ks. Bolesław Margański 1973–1991
- ks. Antoni Koterla 1990–1998
- ks. Adam Kokoszka 1991–1999
- ks. Andrzej Michalik 1999–2006
- ks. dr Jacek Nowak 2006–2008
- ks. dr Leszek Rojowski 2008–2018
- ks. dr Andrzej Dudek 2018–2019
- ks. dr Paweł Bogaczyk 2019–2023[5]
- ks. mgr lic. Lesław Wąchała (od 2023)[6]

## Absolwenci
Absolwentami Wyższego Seminarium Duchownego w Tarnowie byli między innymi:
| Imię i nazwisko                     | Lata życia | Dokonania lub pełnione funkcje |
| ----------------------------------- | ---------- | --- |
| ks. Jan Wiślicki                    | 1879–1944  | kanonista, dziekan Wydziału Prawa i Nauk Społeczno-Ekonomicznych Katolickiego Uniwersytetu Lubelskiego |
| bł. ks. Roman Sitko                 | 1880–1942  | Błogosławiony Męczennik II wojny światowej, infułat diecezji tarnowskiej, rektor Wyższego Seminarium Duchownego w Tarnowie |
| ks. Piotr Stach                     | 1886–1961  | teolog, biblista, profesor uniwersytecki |
| Sługa Boży ks. Stanisław Szulmiński | 1894–1941  | pallotyn, teolog orientalista, ojciec duchowny i profesor Wyższego Seminarium Duchownego w Ołtarzewie |
| bp Karol Pękala                     | 1902–1968  | biskup pomocniczy tarnowski w latach 1946–1968 |
| ks. bp Jan Obłąk                    | 1913–1988  | biskup warmiński |
| Sługa Boży ks. Ferdynand Machay     | 1914–1940  | filipin |
| bp Piotr Bednarczyk                 | 1914–2001  | biskup pomocniczy tarnowski w latach 1968–1991 |
| bp Józef Gucwa                      | 1923–2004  | biskup pomocniczy tarnowski w latach 1969–1999 |
| ks. Stanisław Rosa                  | 1925–2011  | infułat diecezji tarnowskiej, rektor Wyższego Seminarium Duchowne w Tarnowie |
| ks. Jan Dudziak                     | 1928–2003  | kapłan diecezji tarnowskiej, scholastyk Kapituły Kolegiackiej w Nowym Sączu, wykładowca Wyższego Seminarium Duchowne w Tarnowie, profesor prawa kanonicznego, wykładowca Papieskiej Akademii Teologicznej w Krakowie i Papieskiego Wydziału Teologicznego we Wrocławiu                                  |
| bp Władysław Bobowski               | 1932–      | biskup pomocniczy tarnowski w latach 1974–2009 |
| ks. Michał Heller                   | 1936–      | kosmolog, laureat Nagrody Templetona, pierwszy dziekan Wydziału Teologicznego w Tarnowie, profesor filozofii na Papieskiej Akademii Teologicznej w Krakowie, pracownik Watykańskiego Obserwatorium Astronomicznego, kierownik Ośrodka Badań Interdyscyplinarnych, oraz członek Papieskiej Akademii Nauk |
| bp Jan Styrna                       | 1941–2022  | biskup pomocniczy tarnowski w latach 1991–2003, biskup diecezjalny elbląski w latach 2003–2014 |
| ks. Tadeusz Dłubacz                 | 1946–1999  | duchowny Ordynariatu Polowego Wojska Polskiego, pułkownik WP, w latach 1995–1999 kapelan przy urzędzie Prezydenta RP |
| abp Henryk Nowacki                  | 1946–      | nuncjusz apostolski w Szwecji i Islandii |
| abp Zygmunt Zimowski                | 1949–2016  | przewodniczący Papieskiej Rady ds. Duszpasterstwa Służby Zdrowia |
| abp Stanisław Budzik                | 1952–      | sekretarz generalny Konferencji Episkopatu Polski, biskup pomocniczy tarnowski w latach 2004–2011, były rektor Wyższego Seminarium Duchownego w Tarnowie w latach 1998–2004, arcybiskup metropolita lubelski                                                                                            |
| bp Jan Piotrowski                   | 1953-      | misjonarz, biskup pomocniczy diecezji tarnowskiej 2013–2014, biskup kielecki od 2014 |
| bp. Stanisław Salaterski            | 1954-      | biskup pomocniczy diecezji tarnowskiej od 2013 |
| ks. Jan Czuba                       | 1959–1998  | misjonarz męczennik |
| ks. Józef Kloch                     | 1959–      | były rzecznik prasowy Konferencji Episkopatu Polski |
| bp Wiesław Lechowicz                | 1962–      | biskup pomocniczy tarnowski, były prefekt i rektor Wyższego Seminarium Duchownego w Tarnowie |
| bp Andrzej Jeż                      | 1963–      | biskup pomocniczy tarnowski (2009-2012), biskup diecezjalny tarnowski od 2012, były ojciec duchowny Wyższego Seminarium Duchownego w Tarnowie |
| bp Mirosław Gucwa                   | 1963–      | biskup diecezjalny Bouar od 2018 |
| bp Janusz Kaleta                    | 1964–      | w latach 2011–2014 biskup Karagandy |
| bp Artur Ważny                      | 1966-      | biskup pomocniczy diecezji tarnowskiej od 2021 |
| bp Leszek Leszkiewicz               | 1970-      | misjonarz, prefekt Wyższego Seminarium Duchownego w Tarnowie, biskup pomocniczy diecezji tarnowskiej od 2015 |